# 圆底烧瓶

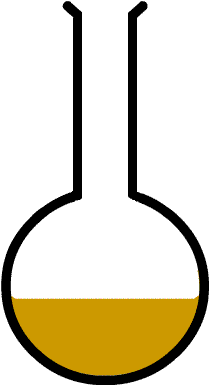
圆底烧瓶示意图

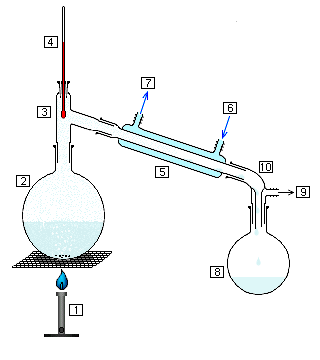
化学蒸馏装置图

圆底烧瓶是實驗室中使用的一种烧瓶类玻璃器皿，用来盛液体物质，特别适于加热煮沸液体。
一般的玻璃圆底烧瓶多根據Pyrex規格加入了硼，以增加其耐熱性。底部为圆形，有些最底端削平以便于直立。上有一个筆直朝上的颈，用来进出容物。有些圓底燒瓶的頸上有著一至多個斜向分叉的細頸，可藉由冷凝管和其他的实验器皿相连，稱為蒸餾瓶（Distilling flask）。颈口稍做喇叭状，内面上还经常有磨砂以便和其他玻璃器皿紧密结合。
使用的时候，用夹子将瓶颈固定于实验架台上。左图的蒸馏装置使用了两个圆底烧瓶：(2)为直接受热容器，用本生燈隔嵌有石棉或者陶瓷的金属网加热，以使其受热均匀。(8)为承接馏出液体的容器。
加热也可通过电热垫、水浴等进行。圓底燒瓶也常連接到旋轉蒸發器上，經減壓加熱後可排除揮發性溶液。

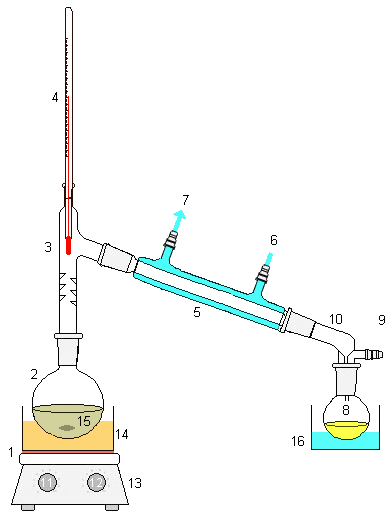